# Mata (geslacht)
Mata is een geslacht van halfvleugeligen uit de familie zangcicaden (Cicadidae). De wetenschappelijke naam van dit geslacht werd voor het eerst geldig gepubliceerd in 1906 door Distant.

## Soorten
Het geslacht omvat de volgende soorten:
- Mata kama (Distant, 1881)
- Mata lenonia Sarkar, Mahapatra, Mohapatra, Nair & Kunte, 2021[2]
- Mata meghalayana Sarkar, Mahapatra, Mohapatra, Nair & Kunte, 2021[2]
- Mata rama Distant, 1912
- Mata ruffordii Sarkar, Mahapatra, Mohapatra, Nair & Kunte, 2021[2]